# Емануил Филиберт Савойски
Вижте пояснителната страница за други личности с името Емануил Филиберт Савойски.
Eмануил Филиберт Савойски, нар. още „Желязната глава“ (на италиански: Emanuele- Filiberto di Savoia detto anche “Testa 'd Fer“, на френски: Emmanuel-Philibert de Savoie, dit Tête de fer; * 8 юли 1528, Шамбери, Савойско херцогство; † 30 август 1580, Торино, пак там), e 10-и херцог на Савоя, принц на Пиемонт, граф на Аоста, на Мориен и на Ница (1553 – 1580), титулярен крал на Йерусалим, Кипър и Армения (от 1553).
Той е и постоянен викарий на Свещената Римска империя, върховен принц на Херцогство Аоста и херцог на Аоста, маркграф на Ивреа, маркграф на Суза, маркграф на Италия, маркграф на Жекс, граф на Асти, граф на Брес, граф на Шабле, граф на Женева, граф на Ромон, барон на Во, барон на Фосини, господар (синьор) на Пинероло и Верчели, венециански патриций (утвърден от Сената на Републиката на 22 юли 1574). Купува с акт от 15 ноември 1575 господарства Маро, Прелà и Порнасио (с Боргето и Монтегросо) от братовчедка си Рената Савойска-Танд, давайки ѝ в замяна феодалното владение на Риволи с графска титла и баронство Божè, издигнато в случая в графство. Генерал на ескадрон в Имперската армия през 1546 г., комендант на кавалерия през 1547 г., боен и армейски генерал във Фландрия през 1522 г., кавалер на Ордена на Златното руно през 1546 г., кавалер на Ордена на жартиерата от 1556 г., известен испански генерал, победител в битката при Сен Кантен.

## Произход
Той е трети син на херцог Карл III Савойски, нар. още „Добрият“ (* 1486, † 1553), 9-и херцог на Савоя (от 1504), принц на Пиемонт, граф на Аоста, граф на Мориен, граф на Ница (1504 – 1553), граф на Асти (от 1531), титулярен крал на Йерусалим, Кипър и Армения (от 1504), хранител на Пресветата плащаница, и на съпругата му инфанта доня Мария Беатрис Португалска (* 1504, † 1538), графиня на Асти (1531). Негови дядо и баба по бащина линия са Филип II Безземни, 7-и херцог на Савоя, и Клодин дьо Брос Бретанска, а по майчина – португалският крал Мануел I и доня Мария де Кастиля и Арагон. Има пет братя и три сестри, повечето от които починали като малки:
- Адриан Йохан Амадей (* 1522, † 1523), принц на Пиемонт
- Лудвиг (* 1523, † 1536), принц на Пиемонт
- Катерина (* 1529, † 1536)
- Мария (* 1530, † 1531)
- Изабела (* 1532, † 1533)
- Емануил (* 1533, † дете)
- Емануил (* 1534, † дете)
- Джанмария (* 1537, † 1538)

## Биография

### Ранни години
Като дете Емануил Филиберт е подготвян за духовна кариера. Възпитателите му са Клод-Луи Аларде – свещеник в Женева и впоследствие епископ на Лозана, и Жан-Батист Прована дьо Лейни – епископ на Ница. Негов гувернант е Аймон Женевски, барон дьо Люлин, считан за отличен възпитател.
Двамата му по-големи братя Адриан и Лудвиг – наследници на Савойския трон, умират преждевременно, първият на годинка през 1529 г. в Ивреа, където дворът отива, да за избяга от чумата, а вторият през 1536 г., на 13-годишна възраст в двора в Мадрид. След смъртта на Лудвиг съдбата на Емануил Филиберт се променя, както и неговото образование, и на 8-годишна възраст той става принц на Пиемонт и единствен наследник на херцогската корона. Това е годината и на анексиране на голяма част от териториите на Савойското херцогство към Кралство Франция.
През юли 1545 г. Емануил Филиберт е изпратен да потърси помощ от чичо си – императора на Свещената Римска империя, крал на Испания (Кастилия и Арагон) и принц на Нидерландия Карл V, който го посреща сърдечно и подчертава подкрепата си за Савойското херцогство.

### В услуга на Имперската корона
През 1546 г., на 18-годишна възраст, е назначен от Карл V за комендант на кавалерията на Фландрия и Бургундия. Воден от желанието да върне на Савоя отнетите от французите земи, Емануил Филиберт участва в редица имперски битки като тези при Инголщат (1546) и Мюлбург (24 април 1547). При Мюлбург е под командването на херцога на Саксония Мориц и изпълнява заповедите с такава точност и бързина, че допринася за окончателната победа. Това е и период на финансови лишения за младия принц и на сближаване с кралица Мария Унгарска, с краля на Португалия Жуау III, с Херцога на Ферара, Модена и Реджо Ерколе II д'Есте и с кардинала на Тренто Христофор Мадруцо, които го подкрепят и впоследствие.
През 1548 – 1550 г. е в Брюксел, където се сближава с братовчед си Филип II, крал на Испания. През 1551 г. участва в защитата на Барселона от френска морска атака. През същата година е под командването на Феранте I Гонзага, по онова време губернатор на Милано, в борбата му срещу французите в Пиемонт.
През октомври 1552 г. в ролята си на комендант на Фландърската кавалерия взима участие в трагичната обсада на църковното Княжество Мец, което остава окончателно във френски ръце. Вследствие на военния неуспех мястото за командир на Имперската армия в Нидерландия се овакантява и на 27 юни 1553 г. Емануил Филиберт е назначен за неин върховен главнокомандващ с императорски декрет. Изборът му е приветстван от испанци, италианци, немци и фламандци. Той налага строга военна дисциплина веднага след встъпването си в длъжност: забранени са неоправданите отсъствия, проститутките и просяците са изгонени от военните лагери, въведено е смъртното наказание за изнасилване и други видове насилие и грабежи срещу цивилни. Разпорежданията му започват да се прилагат веднага, но това не намалява популярността му сред военните. Непоколебимата му увереност в неговите решения му спечелва прозвището „Желязната глава“.
На 19 юли 1553 г. Емануил Филиберт, начело на императорските войски, завзема крепостта на Хесдин. Той се опитва да договори с краля на Франция Анри II мирен договор, но без успех поради липсата на споразумение относно връщането от французите на Савойските държави на легитимния им суверен.

### Херцог на Савоя и мирен договор от Като Камбрези
През август 1553 г. във Верчели умира бащата му Карл III Савойски и на 15 юли 1554 г. Емануил Филиберт е официално коронясан за херцог на Савоя. Целта му е да работи с всички сили, за да възстанови отнетите на Дом Савоя земи. Уверен в своя късмет и силен в правата си, той приема за военен девиз латинската фраза Spoliatis arma super sunt, която подчертава факта, че онези, които са лишени от притежанията си и са измамени в правата си, нямат друга възможност освен военната: херцогът завладява своите територии с меч.

Военното положение в Пиемонт е тежко. Френската окупация на страната, която през 1536 г. става провинция на Кралство Франция, се оказва доста интелигентна: и първият губернатор Гийом Дю Беле – просветен приятел на Рабле, и Шарл дьо Косе дьо Брисак – губернатор и военен командир през 50-те години, забраняват грабежите и кражбите, облекчават данъчната тежест, насърчават търговията с Франция, подпомагат най-бедните хора с храна и милостиня. Често жителите на местата, подчинени на херцогството, по-точно – на испанското управление, емигрират, за да се поставят под френска закрила. Самият Емануил Филиберт е принуден да признае способността на такава политика в сравнение с много по-твърдата линия на испанско управление. При новината за смъртта на баща му принцът назначава Рене дьо Шалан за генерален губернатор на Савойското херцогство и за ръководител на Херцогския съвет. Савойците притежават единствено Верчели, Асти, Чева, Фосано, Кунео, Ница, Ивреа и Вале д'Аоста. Това са изолирани помежду си владения, чиято отбрана зависи повече от ангажираността на отделните командири, отколкото от испанските войски, малко склонни към военна офанзива и привикнали на отбранителна война. През есента на 1553 г. например едва не пада Верчели, окупиран само за два дни от Брисак; защитен и спасен от Асти, градът е отново окупиран и междувременно французите взимат в плен Рене дьо Шалан и други савойски лидери. 
Емануил Филиберт, притеснен от възможността французите, благодарение на Шалан, да окупират или да нахлуят във Вале д'Аоста, праща в Пиемонт адмирал Андреа Прована ди Лейни със задачата да осигури отбраната на долината и да реорганизира херцогската власт във все още савойските територии. Посещението на Лейни и най-вече малкото пари, които успява да си осигури, са доказателство за безопасността на долината, както и пътуването му до други градове на Пиемонт и преди всичко до Ница, чиято защита внимателно пренарежда. Военното положение обаче не се подобрява: опитният Брисак успява да превземе Сантия, а след това и Алесандрия. В Северна Италия херцогът на Алба Фернандо Алварес де Толедо се оказва лош командир на бойното поле и жесток грабител в провинцията, с което провокира гнева на французите и отчаянието на местните жители. За щастие през 1555 г. херцогът е назначен за вицекрал на Неапол и на негово място в Ломбардия са изпратени кардинал Кристофоро Мадруцо – епископ на Тренто, от години близък с Емануил Филиберт, и маркизът на Пескара Франческо Фердинандо д'Авалос като военен командир.
През 1555 г. херцог Емануил Филиберт I е назначен за управител на Хабсбургска Нидерландия, на чийто пост остава до 1559 г.
С Мирния договор от Восел между Франция, Испания и Свещената Римска империя (5 февруари 1556 г.), който запазва военната ситуация де факто, намаляват и надеждите на Емануил Филиберт да си върне загубените територии. През същата година Карл V абдикира в полза на сина си Филип II – крал на Испания, Неапол и Нидерландия, който препотвърждава позицията му на губернатор на Нидерландия. Единственият забележителен резултат, който Емануил Филиберт успява да постигне в Хабсбургска Нидерландия, е намаляването на извънредните военни данъци, тежащи почти изцяло върху страната, и приносът на испанската хазна за изплащане на военните ѝ дългове.
Примирието от Восел е нарушено същата година. На 10 август 1557 г. Емануил Филиберт се отличава в победоносната за императора битка при Сен Кантен (Пикардия) между френската армия, начело на която стоят маршал херцог Ан дьо Монморанси и адмирал барон Гаспар дьо Колини, и испанската армия на Филип II и нейните савойски части. Победата е забележително военно-политическо събитие. Пленени са маршалът и най-добрите френски командири, 16 броя артилерия, 200 кавалеристи и 4000 пехотинци.
Въпреки че Емануил Филиберт I и Филип II по-късно са упреквани, че не са възползвали достатъчно от нея, като не са организирали победоносен поход към Париж, със сигурност походът не би им осигурил онова, което се постига с последвалия Мирен договор от Като Камбрези (3 април 1559 г.), подписан между Франция, Англия и Испания. Споразумението урежда конфликта между Хабсбургите и Кралство Франция, и предвижда връщането на голяма част от заграбените територии на Савойското херцогство. Изключение правят Торино, Кивасо, Виланова д'Асти, Киери и Пинероло, които остават във френски ръце за още три години (но реално остават френски чак до 1574 г.), и Асти и Сантия, които са предостъпени на краля на Испания. Херцогът се заклева в абсолютен неутралитет в случай на война между Франция и Испания и подкрепя това с обещанието да се ожени за Маргарита дьо Валоа, херцогиня дьо Бери – сестра на френския крал Анри II. Тази клауза, касаеща брака им, крие прецизно политическо изчисление: Маргарита е по-възрастна с 4 години от херцога и има голяма вероятност двойката да не зачене наследник. В този случай при смъртта на Емануил Филиберт като единственият пряк наследник на Савойския дом земите на херцогството биха се върнали под влиянието на Франция чрез Жак Савойски-Немур – херцог на клона на Савоя-Немур, братовчед на Емануил Филиберт, но тясно свързан с Париж. Сватбата е на 10 юли 1559 г. в Париж в тесен кръг и се провежда няколко часа преди смъртта на агонизиращия френски крал Анри II, ранен в предсватбения турнир от господаря на Монтгомъри и шотландски капитан на Кралската гвардия. Анри II настоява сватбата на сестра му да се отпразнува, опасявайки се, че херцог Емануил Филиберт ще се оттегли от споразумението. Друга клауза на предбрачния договор гласи, че кралят ще плати зестра от 60 хил. скуди на Мария Савойска – дъщерята на Емануил Филиберт I, родена през 1556 г. от любовницата му Лаура Кревола.
Бракът на Емануил и Маргарита е солиден и на него се дължи политика на толерантност към протестантите и към различния културен избор на херцогството. Големите откупи, които плащат пленените при Сен Кантен французи, заедно с богатата зестра на Маргарита успокоява проблема за вечно недостигащите финансови средства на савойския херцог. Херцогиня Маргарита дьо Валоа (Френска) е известна със своите политически и дипломатически таланти, които поставя в услуга на Савойските държави: при нейната смърт през 1574 г. тя е оплаквана от жителите на Савоя, Ница и Торино.
В противовес на Дововора от Като Камбрези Филип II и Еманул Филиберт подписват тайни споразумения в манастира Грунендал край Брюксел. Херцогът се ангажира с това да поддържа два ценни за испанския флот гарнизона в Ница и във Вилфранш с парите на краля на Испания и с верни на двамата управители, и да му ги остави, в случай че умре без наследници. Освен това се ангажира с това да застане на испанска страна в случай на война между Испания и Франция.

### Начело на Савойското херцогство

#### Първоначално положение в Савойското херцогство
По пътя към своите владения Емануил Филиберт остава в Ница до септември 1560 г. Докато е в града, към него се присъединява и съпругата му, принудена да се задържи в Лион заради болест. Той посреща делегации от Пиемонт и по-специално – от Торино, по онова време все още във френски ръце, на която казва, че не възнамерява да стъпи в града, докато французите не си тръгнат от там.
В началото на юни 1560 г. той ръководи експедиция от 300 мъже срещу група турски пирати, водени от Улук Али Паша. Експедицията е неуспешна и мнозина са хванати в плен, след това освободени при откуп, и самият херцог рискува да бъде заловен.
Завръщането на Емануил Филиберт в Пиемонт се осъществява в доста трудни условия. Пиемонт през 1560 г. е разделен от Маркграфство Монферат от едната страна и от Маркграфство Салуцо от другата. Достъпът до Ница се контролира от Графство Танд – имперски феод, притежание на второстепенен савойски клон, свързан с Франция. Торино, Киери, Пинероло, Кивасо и Виланова д'Асти се охраняват от френски войски, а Асти и Сантия – от испански. Към Женева кантоните Берн и Фрибур продължават да заемат териториите, окупирани през 1536 г.: Во, Жекс, Шабле и Долно Вале с Ромон. Страната е силно изтощена поради тежките военни разходи и е с предимно селскостопанска икономика. Обществото е все още разделено на френски и на испански привърженици, а населението е силно свързано с предишното френско управление, което се оказва много по-умерено и просветлено от савойското. Религиозният въпрос се изостря, както поради женевското и френското влияние (Дофине и Лангедок), така и заради валденския въпрос, възроден във Вал Пеличе и Вал Кисоне.
В тази обстановка Емануил Филиберт се стреми да води неутрална външна политика, като поддържа баланса между Франция и Испания, мира с Швейцария и връзките с Венеция и с Папството. Заедно с това се стреми към постигане на мир и в собственото си херцогство. В Ница оставя знамената, завладени в битката при Сен Кантен; към Кунео щедро раздава отстъпки и привилегии; към съдебните и управленчески длъжности се опитва да привлече представители на феодалните благородници и канцеларии, които вече са служили в страната или извън нея.
Французите в противовес на установеното с Мира от Като Камбрези възпрепятстват връщането на териториите на херцога. Въпреки подкрепата на съпругата му Маргарита Френска и на Катерина де Медичи – регентка на Франция реституцията на окупираните земи се проточва. През ноември 1561 г. във Франция се взима решение да се разгледа въпросът за Савойската държава на конгрес в Лион и Емануил Филиберт праща делегация, съставена от юристи от калибъра на Пиетрино Бели, Касиано Дал Поцо – първият президент на Сената на Торино и Джироламо дела Ровере – бъдещ архиепископ на Торино. И при този повод французите не връщат нищо, изчаквайки да видят дали Маргарита Френска е в състояние да зачене наследник. През януари 1562 г. се ражда Карл Емануил – наследникът на Емануил Филиберт. Виждайки, че краят на окупацията идва, френските войски с разрешение на командира им Шарл дьо Брисак започват да грабят и изнудват, с което предизвикват омразата на цялото население на Пиемонт към тях, и то призова към завръщането на херцога. Благодарение на избухването на Гражданските войни между католиците и хугенотите във Франция се стига до споразуменията от Блуа, с които Катерина де Медичи нарежда останалата част от херцогството да бъде върната на Емануил Филиберт, а той се ангажира с това да изплати заплатите на войските, окупирали Пиемонт.
Емануил Филиберт I влиза в Торино на 14 декември 1562 г. и отпразнува това с голяма помпозност на 7 февруари 1563 г., когато показва на народа едногодишния си син и наследник. До построяването на новия Кралски дворец херцогът отсяда в Епископския дворец близо до Катедралата на Свети Йоан, а дворът му отсяда в Палацо Мадама.
През 1574 г. Емануил Филиберт I успява да получи от краля на Франция Анри III градовете Савиляно и Пинероло, а през 1575 г. получава Асти и Сантия от Испания. Той се опитва дълго време, но без успех да се сдобие с Маркграфства Монферат и Салуцо, първото принадлежащо на Гонзага, а второто – на Франция.

#### Преустройство на държавата
От този момент Еманул Филиберт се посвещава на възстановяването на страната, която се стреми да модернизира. Убеден, че единственият шанс за оцеляване за херцогството е политическо-военното обединение на безбройните го съставляващи феоди и централизирането на властта на короната, Емануил Филиберт премахва генералните конгрегации (вид провинциални държави, които понякога ограничават властта на предшествениците му), реформира общинските и феодалните устави чрез потискане на древните автономии и централизира финансовия контрол в един единствен сметен съд. Той поверява реорганизацията и законодателното обединение на държавата на Пиетрино Бели, комуто възлага задачата да реорганизира държавното правосъдие.
Военният му и управленчески опит, придобит в Хабсбургска Нидерландия, вкоренява в него твърдото убеждение, че само силна армия, подкрепена от солидна финансова структура, ще позволи да се запази държавата. Оттук и грижата му още от първите месеци на завръщането му в Пиемонт, в Ница и след това във Верчели да реформира данъчната система и да създаде постоянна военна структура.
Увеличаването на митото за солта, въвеждането на мита за консумация на вино и месо, както и за експорт и транзитна търговия водят до значително увеличение на данъчните приходи, като по този начин дават на херцога необходимите ресурси за неговата реформи. След няколко години общата съкровищница на Пиемонт, благодарение на разумното управление на херцога, може да се похвали с активен баланс, който се използва за увеличаване на паричния резерв. Докато френската окупация се характеризира с големи военни разходи, благоразумното финансово управление на новия херцог силно ограничава съдебните и военните разходи.
Емануил Филиберт I се опитва с всички средства да даде тласък на икономиката на херцогството, влошена от опустошенията и чуждестранните окупации. Той благоприятства развитието на канализацията, насърчава имиграцията на занаятчии и заселници, премахва крепостното право (чрез Едикта от Риволи от 25 октомври 1561 г.) насърчава развитието на манифактурите чрез освобождаване от данък и чрез субсидии, умножава кредитни институции и създава качествена държавна пощенска услуга.
В религиозно отношение Емануил Филиберт следва посоката на Контрареформацията, като съвестно прилага постановленията на Трентския събот, но не се отказва от това да защитава правата на държавата срещу намесата на църквата. С Мира от Кавур от 1561 г. той предоставя на валденсите в Алпийски долини относителна свобода на култа.

#### Проблемът с армията
Истинският проблем за съдбата на херцогството е неговият военен компонент. Още през 1517 г. бащата на Емануил Филиберт – Карл III безуспешно моли Генералните щати на Пиемонт да отделят ресурсите, необходими за създаването на войска от 10 хил. мъже. След отказа им той се обръща безуспешно към феодалите с молба всеки от тях да въоръжи войник на кон, за да може да събере войска от 7 хил. мъже. Пиемонтците не обичат войната, за което свидетелстват доклади на чуждестранни посланици.
Резултатите от държавната политика на Емануил Филиберт са частични, но му дават ресурсите, необходими за създаването на малка, но дисциплинирана армия, базирана на провинциални военни части, а не на феодални служби или на наемни войски.
Пропагандният ефект е забележителен: макар и скептично настроен към стойността на тези военни части, всички венециански, френски и испански посланици се състезават да открият техния брой и съдържание. Регламентът е отпечатан и разпространен в Италия и в чужбина, дори стига до Португалия и всеки официален повод е използван от херцога, за да демонстрира и да пропагандира редовата военна част. През 1566 г. хиляда мъже са изпратени при император Максимилиан I във войната срещу турците; на следващата година още 6000 мъже са изпратени във Франция да се бият срещу хугенотите; през 1574 г. по случай преминаването през Пиемонт на новия крал на Франция Анри III Емануил Филиберт кара да го ескортират 10 хил. пехотинеца и 2000 конника, от които 5000 служат на краля на Франция при обсадата на Ливрон.
Подобно внимание херцогът оказва и на укрепителната система за защита на ключови места в херцогството. В Ница, Бург ан Брес, Сен Жулиен, Монмелиан са построени нови крепости, а нови цитадели – в Торино, Мондови и Сантия.
Емануил Филиберт участва в Свещената лига срещу турците, както и в битката при Лепанто през 1571 г. с три мореплавателни съда под командването на адмирал Андреа Прована ди Лейни.

#### Укрепване на пиемонтския елемент
Като сменя историческата и политическа линия на Савоя, ориентирана към Франция, Емануил Филиберт укрепва пиемонтския елемент в херцогството. Това е видно в налагането на италианския език в законодателството (официално през 1562 г., но заложено още в Едикта от Риволи през 1561 г.) и в пренасянето на столицата от Шамбери в Торино на 7 февруари 1563 г., което бива отпразнувано с приготвянето на първата чаша горещ шоколад в историята.
Една от първите разпоредби на Емануил Филиберт още преди да влезе в Торино е да се премахне използването на латинския език в съдилищата и бюрокрацията в полза на френския в областите западно от Алпите и във Вале д'Аоста и на италианския в районите на изток (Пиемонт) и на юг (провинция Ница). Следователно е налице първият официален тласък към използването на италиански език.

#### Новият Торино
По онова време град Торино има между 20 и 30 хил. жители и в плановете на херцога е да го превърне в новата столица на съвременната Савойска държава. Поради това е необходимо градът да бъде снабден с всичко необходимо, за да се превърне в център на новия исторически курс на херцогството и в една напредничава столица – модел.
Херцогът се погрижва да гарантира обществения ред на града дори преди да влезе в него. На първо място са премахнати термините „гвелфи“ и „гибелини“, използвани в този период за идентифициране на двете воюващи в града фракции. Херцогът постановява, че те са извън закона и тези, които продължават да се определят като такива, ще бъдат подложени на имуществени и телесни наказания. Освен това според някои закони определени престъпления, дори и тежки, са наказвани със затвор или с парична гаранция, от което се възползват богатите. Емануил Филиберт премахва това. Той също забранява огнестрелното оръжие в града, по-специално огнестрелното оръжие, обикновено носено от благородниците, като позволява използването му само за охрана и в армията.
При неговото управление Торино претърпява доста промени. На първо място се изгражда Цитаделата. Първоначалният проект за нея е осъществен от архитекта от Урбино Франческо Пачото, който по-късно става известен, когато с проекта за цитаделата в Антверпен изнася в Северна Европа италианските фортификационни техники, систематизирани от архитекти като Франческо ди Джорджо Мартини и сем. Сангало. Основният камък е положен през 1564 г., но работата, извършена от около 2000 мъже под ръководството на ген. Николис ди Робилан – експерт в подземните отбранителни системи, е завършена едва през 1577 г.
За да финансира икономическите инициативи, особено в областта на селското стопанство и на минното дело, Емануил Филиберт I възнамерява да създаде организация, която да отпуска заеми при лихва под 12%, но това е безуспешно. През 1563 г. се ражда религиозното братство Компания на Свети Павел (Compagnia di San Paolo), което през 1579 г. основава заложна къща в Торино в сътрудничество с херцога.
Херцогът се погрижва и за развитието на образованието, като преосновава Торинския университет: през 1566 г. Студиумът е преместен от Мондови в Торино и в него са поканени чуждестранни преподаватели. Университетът, който започва да приема модерна форма по модела на Болонския университет, се отличава от останалите по отличните си преподавателски заплати.
В края на 1568 г. Емануил Филиберт, в желанието си да разшири своите резиденции отвъд северните стени, купува няколко километра гори от собственици на земя в зоната на вливане на реките Дора Рипария и Стура ди Ланцо в По, давайки начало на Кралския парк, унищожен от французите по време на Обсадата на Торино от 1706 г. Според тогавашните хроники паркът включва алеи, водопади, оранжерии, статуи, цветни лехи, редки растения, но също и ферми – модел за месо– и млекопроизводство, както и черничени плантации (херцогът вижда бъдещата им промишлена употреба за производството на коприна). Друга много обичана от него резиденция в близост до града е замъкът Валентино.
Той е и основател на т. нар. Херцогски театър (Teatro Ducale) или Театър „Галерия“ – кръстоска между библиотека и музей, където поставя книги, научни инструменти, картини, природни рядкости и много различни предмети с особено внимание към Античността. Благодарение на широка мрежа от посредници той успява да придобие от 1572 г. нататък цели колекции от древни находки, по-специално от Рим и Венеция. От първоначалното си седалище в Епископския дворец библиотеката-музей на всички науки, след като е значително разширена, е прехвърлена в сграда в съседство с църквата на Сан Мартиняно, специално създадена с цел консервация и излагане.
През 1578 г. Емануил Филиберт донася от Шамбери Светата плащеница в Торино, където се пази и към 2024 г.

#### Външна политика
Основа на външнополитическата стратегия на Емануил Филиберт I е споразумението с швейцарските кантони, с което осигурява техния неутралитет в случай на война, набирането на добре обучени професионални войски и търговските договори, осигуряващи износа на основните продукти на страната, особено земеделските. През 1560 г. херцогът започва преговори с католическите кантони, като подписва с тях първи договор в Люцерн, гарантиращ свободата на движение между двете подписали го страни, забраната за транзит на евентуални вражески войски и набирането на малък контингент телохранители за херцога. Преговорите с Берн и Фрибург се въртят около спора за херцогските територии, окупирани от двата кантона, и около исканията за реституцията им на Савоя. Въпреки легитимността на претенциите Емануил Филиберт предпочита да преотстъпи западните територии на Берн, включително Во и Лозана, като си възвърне Женевоа, Жекс и Шабле. Въпросът за Женева е оставен настрана, а херцогът гарантира религиозна толерантност към реформаторите във възвърнатите територии. Тази последна клауза от договора, подписана в Лозана през 1564 г., предизвиква протестите на Светия престол и на самия Филип II, които дълго време отказват да ратифицират споразумението. Това се случва през 1567 г. по повод искането за транзит на испанските войски, изпратени от Милано във Фландрия. През 1577 г. в Торино Емануил Филиберт I подписва мирен договор с Фрайбург и с Католическата лига, според който в случай на война Савоя може да наеме 12 хил. швейцарски пехотинци и поема ангажимента да предостави 1500 пехотинци и парични субсидии на кантоните.
Херцогът поддържа еднакво благоразумна политическа линия с италианските държави. Той поддържа добри отношения с родовете Есте и Дела Ровере. Отношенията му с херцога на Мантуа Гулиелмо Гонзага са обтегнати поради стремежа на Емануил Филиберт към наследяването на Маркграфство Монферат. Той подклажда подривните идеи на жителите му срещу репресивното управление на Гонзага, опитващ се да ограничи местната автономия и да подчини Монферат изцяло на двора в Мантуа. Сред бежанците от Монферат, които отиват в херцогския двор, е и Фламиний Палеолог – последният потомък на рода на Палеолозите. Дипломатическите връзки между дворовете на Торино и Мантуа са студени и подозрителни, предизвикани от една непрестанна амбиция, която кара много савойски херцози (чак до Виктор Амадей II) да претендират с насилие към териториите на Монферат в Пиемонт. Териториите са взети от рода Гонзага чак в нач. на 18 век, когато Гонзага падат като суверени на Мантуа и Савойците успяват да завладеят Херцогство Монферат.
Още преди да се върне в Пиемонт, Емануил Филиберт изпраща постоянна делегация във Венецианската република, с която Савойците са прекъснали отношенията си в края на XV век заради претенциите им към Кралство Кипър. Тогава Венецианската република установява редовно посолство в Пиемонт и по времето на Емануил Филиберт в Торино се сменят цели седем посланика, оставяйки богато описание на страната, на управлението и на личността на самия него. Вниманието на херцога към Венеция е постоянно и той посещава града през 1566 и 1574 г., ставайки венециански патриций (аристократ), а Венецианската република е кръстница на сина му принц Карл Емануил през 1567 г. По случай Свещената лига, довела до победата при Лепанто през 1571 г., три савойски галери участват в кампанията в рамките на венецианския флот.
В отношенията си със Светия престол Емануил Филиберт почти винаги играе успешно картата за опасността от Протестантството, използвайки деликатното положение на херцогството, което граничи с реформираните швейцарски кантони и с френските хугенотски провинции като Дофине и Прованс. Това му позволява умело да комуникира с различни папи, особено с Григорий XIII и да получи редица отстъпки, сред които:
- признаването на прочутото помилване, предоставено от Николай V на Савоя, който постановява, че за църковните облаги и назначения в херцогството е нужно съгласието на херцога в допълнение към херцогското администриране на свободните църковни облаги;
- ратифицирането на Мирния договор от Кавур с валденсите от 1561 г.;
- ратифицирането на Лозанския договор с швейцарските кантони от 1564 г.;
- продажбата на църковни придобивки от възвърнатите швейцарски територии в полза на Ордена на Св. Маврикий;
- съюза през 1572 г., одобрен от папа Григорий XIII, между Ордена на Св. Маврикий и този на Св. Лазар, формиращи новия Орден на Св. Св. Маврикий и Лазар със съответните богати придобивки;
- въвеждането на правилото на компетентния съд, забраняващо на поданиците да се явяват пред чужди съдилища, включително и пред църковни такива, и впоследствие, поради реакцията на Рим, смекчено с апелирането при злоупотреба и определящо Сената на Пиемонт като върховен апелативен съд.

Все пак вниманието на херцога е погълнато повече от международната отколкото от италианската сцена. Поддържането на мира между Испания и Франция е негова непосредствена цел, и с течение на годините неутралитетът му става още по-подчертан вероятно поради сериозната слабост на френския двор и религиозните войни в Европа. Няколко пъти той се среща във Франция с кралица Катерина де Медичи и с няколко членове на Лигата/Партията на Монморанси, показвайки се като умел посредник, но и привърженик на правата на френската корона.
Тези негови действия будят доста подозрения в Мадрид, но богатата му кореспонденция с Филип II свидетелства за солидната връзка между двамата. Често запитван от Мадрид директно или чрез различни генерални губернатори на Милано, Емануил Филиберт дава предложения къде да се набират нови войници в Италия, гарантира директния маршрут до Фландрия на терциорите на полуострова, съхранява в замъка на Ница заплатите им на стойност 2 млн. златни скуда и предлага себе си на испанския суверен като военен командир на Свещената лига. В последния случай Филип II му отказва, защото иска испанец да поеме командването и най-вече не желае в такова деликатно положение и в периода на религиозни войни във Франция Савойското херцогство да е управлявано от Маргарита Френска с нейните протестантски симпатии.
През 1574 г. херцогът заминава, в съгласие с кралица Катерина де Медичи, за Венеция, за да се срещне с новия френски крал Анри III и след това да го придружи до Лион. Целта на херцога е да покаже новата военна сила на херцогството и да убеди младия крал да се съгласи с прехвърлянето на последните две крепости, запазени от французите в Пиемонт – Пинероло и Савиляно. Веднага след краткия престой в Торино на племенника му Анри III, върху когото херцогиня Маргарита Френска упражнява цялото си влияние, за да получи обещанието за реституцията на двете места, тя се разболява сериозно. Херцогът получава вестта за болестта ѝ в Лион, където придружава френския суверен с голяма военна свита и където най-накрая получава дългоочакваното обещание за реституция на земите. При завръщането му в Торино херцогинята е мъртва.
След 1574 г. вниманието на Емануил Филиберт към френските вътрешни работи става все по-видно, когато във въстание се намират южните провинции на кралството. Той има постоянни контакти с маршал Анри дьо Монморанси – херцог на Дамвил, и с управителя на Карманьола и Маркграфство Салуцо маршал дьо Белгард. През 1577 г., след поредното сключване на споразумение с двора с посредничеството на Емануил Филиберт I, Дамвил се сближава с Лигата на Гиз, а дьо Белгард – с хугенотите. Дьо Белгард, за да не предаде Салуцо на новия кралски губернатор Карло Бираго, го окупира военно с мълчаливата подкрепа на Емануил Филиберт и на Филип II. Но през същата година дьо Белгард умира внезапно и няколко месеца по-късно Емануил Филиберт нарежда на войските на Феранте Вители да окупират Маркграфство Салуцо, като го задържа в името на краля на Франция, което провокира недоволството на французите и на Филип II. Окупацията на Салуцо е ненавременна и лошо проведена операция, особено на дипломатическо ниво. Несигурността на френските събития прави самия херцог много скептичен към двора в Париж, а слабостта на монархията го лишава от валидна алтернатива на испанския съюз, винаги силно обвързващ. Несигурен дали да се намеси директно във френските дела и дали да откъсне тази или онази съседна провинция, Емануил Филиберт дори не може да избере между различните предложения за брак за сина си Карл Емануил, навършил 18 г.
Между 1578 и 1581 г. херцогът получава прякото анексиране на Графство Танд.

## Смърт и наследство
През август 1580 г. Емануил Филиберт умира на 52-годишна възраст от чернодробна цироза заради злоупотреба с вино. Погребан е в Торинската катедрала и е преместен в Параклиса на Светата плащеница три века по-късно.
Той оставя на наследника си Карл Емануил I добро наследство, състоящо се от солидна държава, готова да играе ролята на посредник и балансьор в политическо-военните дела на Европа през следващите векове.
Паметта за „Желязната глава“ остава жива в паметта на неговите поданици и наследници. Емануил Филиберт I е смятан за един от основателите на Савойската държава. За да отпразнува паметта му, град Торино поверява на Карло Марокети задачата да създаде конна статуя, която да изобразява великия водач. Творбата, открита на 4 ноември 1838 г. на пл. „Св. Карл“ (Piazza San Carlo), е позната на жителите на града с името Caval ëd bronz („Бронзов кон“ на пиемонтски) и се превръща с годините в един от символите на града заедно с Моле Антонелиана.
Емануил Филиберт I е главният герой на романа на Александър Дюма „Пажът на Савойския херцог“ (на френски: Le Page du duc de Savoie), публикуван през 1855 г.
Любопитното е, че херцогът е запален алхимик и се занимава дълго време, особено през нощта, с реторти и колби.

## Брак и потомство
Емануил Филиберт се жени веднъж:
∞ 9 юли 1559 в църквата „Сен Пол“ в Париж за Маргарита дьо Валоа (* 5 юни 1523 в замъка на Сен Жармен ан Ле, † 14 септември 1574 в Торино), херцогиня дьо Бери, сестра на френския крал Анри II, от която има един син:
- Карл Емануил Савойски, бъдещ 11-и херцог на Савоя (1580) под името Карл Емануил I, нар. Велики (* 12 януари 1562 в замъка в Риволи, † 26 юли 1630 в Савиляно), ∞ 11 март 1585 в Сарагоса за инфанта доня Каталина Михаела Испанска (* 10 октомври 1567 в Мадрид, † 6 ноември 1597 в Торино), дъщеря на испанския крал Филип II и на третата му съпруга Елизабет дьо Валоа – принцеса на Франция. Имат четири сина и шест дъщери.

Има множество извънбрачни деца, някои от които припознати:
От придворната дама Лукреция Проба от Торино има един син:
- Амадей Савойски (* пр. 1562, † 10 декември 1610 в Торино, погребан в Торинската катедрала, преместен в Сакра ди Сан Микеле), маркиз на Сен Рамбер, Певераньо и Бовес, генерален губернатор на баща си в Савоя (1589 – 1591) и в Пиемонт (1592 – 1593), губернатор на Асти (1605 – 1610), ∞ 1603 за Костанца Ерсилия Азинари ди Сан Марцано († септември 1603), дъщеря на Франческо, граф на Камерано, и на Маргарита дел Майно, от която има четири деца. Има и три дъщери и един син (припознати преди смъртта му) от извънбрачна връзка с Вероника Бертола.[21]

От Беатриче Лангоско († 1639), маркиза на Пианеца, дъщеря на Джан Томазо Лангоско, граф на Стропиана, и на Делия Роеро ди Сансеверино, има един син и две дъщери:
- Ото Савойски († 1580 като дете)
- Беатрис Савойска (* 1576, † 1580)
- Матилда Савойска (* малко пр. 1577 или 10 февруари 1278 в Торино, † 1639 в Суза), припозната (10 февруари 1577), маркиза на Пианеца, ∞ 26 февруари 1607 за Карл Емануел Филиберт дьо Симиан (* 1608, † 17 февруари 1677 в Торино), господар на Албини, маркиз на Маре, от когото има един син.

От Лаура Кревола от Верчели има две дъщери:
- Мария Савойска (* 1556 във Верчели, † 28 октомври 1580 в Торино), маркиза на Ланцо, ∞ 2/13 февруари 1570 в Торино за Филип I д'Есте (* 1537 във Ферара, † 12 декември 1592 в Сан Мартино ин Рио), маркиз на Сан Мартино ин Рио (1591), маркиз на Кампогалиано и Кастелано, граф на Кортеолона, маркиз на Боргоманеро и Порлеца, маркиз на Ланцо, губернатор на Савоя, губернатор на Торино и Пиемонт. Имат пет деца;
- Франциска Савойска (* 1550), ∞ 1570 за Габриел дьо Виал, от когото има един син.

От Дория Дория, дъщеря на Мартино Дория (вероятен ръководител на Савойските Галии), има един син:
- Филип Савойски, нар. Филипино († 2 юни 1599), рицар на Малтийския орден и бали на Oрдена в Армения. Воюва в Унгария срещу турците и в Савоя срещу французите, където умира в дуел с херцога на Креки.

Има вероятно и една дъщеря от извънбрачна връзка с неизвестна жена:
- Маргарита Савойска, монахиня в Асти.

## Обяснителни бележки
1. ↑  Дн. местност Божé в град Боже ан Анжу (Baugé-en-Anjoux) в деп. Мен е Лоар, Франция.
2. ↑  Още през 1566 г. венецианският посланик Кориери предупреждава дожите на Венецианската република: „Херцогът е господар на народи, непредразположени към оръжие. Само онези от Мондови и неговия район се оказват малко по-оживени от останалите. Но бих повярвал, че всеки, който иска да получи някаква услуга от тях по отношение на оръжията, трябва да ги отдалечи от дома“. Тежката преценка за военните способности на Пиемонт е повторена и през 1570 г. от посланик Франческо Морозини: „Тази [пиемонтска] войска не е много подходяща за употребата на оръжие, с изключение на определено количество в района на Фосано и Мондови, което, т к. са във вечна война помежду си, са по-опитни и готови да вземат оръжие в ръка“. Въпреки това мнението на посланик Липомано от 1573 г. е значимо: „Колкото и мъжете да са флегматични, извън дома са добри войници; колкото по-послушни и смели са те, толкова по-малко страдат от глад и жажда“.

Carlo Moriondo, Testa di Ferro. Vita di Emanuele Filiberto di Savoia, с. 8, UTET Libreria, 2007, ISBN 978-88-02-07794-9.

## Библиографски бележки
1. ↑  Savoia //   Посетен на 30.4.2020. (на италиански)
2. ↑  Grillet, Jean-Louis. Dictionnaire historique, littéraire et statistique des départements du Mont-Blanc et du Léman, contenant l'histoire ancienne et moderne de la Savoie, vol. 3. Т. 2.   Chambéry,, J.F. Puthod, 1807. p. 67 – 68. (на френски)
3. ↑  Jean Lullin, Notice historico-topographique sur la Savoie: suivie d'une généalogie raisonnée de la Maison Royale de ce nom, с. 164.
4. ↑  Fernand Hayward, Histoire de la Maison de Savoie, T.II, p.13
5. ↑  Hayward, ibid, p.13
6. ↑  Victor Flour de Saint-Genis, Histoire de Savoie, T.II, p131
7. ↑  Moriondo, Carlo. Testa di Ferro. Vita di Emanuele Filiberto di Savoia.   UTET Libreria, 2007. ISBN 978-88-02-07794-9. с. 76 – 77. (на италиански)
8. ↑  Moriondo p. 90.
9. ↑  Moriondo p. 93.
10. ↑  Moriondo p. 86.
11. ↑  Moriondo p. 98.
12. ↑  Stumpo, Enrico. Emanuele Filiberto, duca di Savoia //  Dizionario Biografico degli Italiani 42.   1993.
13. ↑  Diez lugares del mundo donde tomar el mejor chocolate //   13 септември 2019. Посетен на 18.5.2020.
14. ↑  Marazzini, Claudio. Storia linguistica di Torino.   Carocci editore. с. 39.
15. ↑  Moriondo p. 103.
16. ↑  Gianni Oliva, I Savoia, Milano, Mondadori, 1998, p. 224
17. ↑  Fondazione Compagnia di San Paolo: Storia //   Посетен на 19.5.2020. (на италиански)
18. ↑  Napoleone Colajanni, Storia della banca italiana, Roma, Newton Compton, 1995
19. ↑  Moriondo pp. 111 – 112.
20. ↑  Vittorio Messori e Giovanni Cazzullo, Il Mistero di Torino, Milano, Mondadori, 2005, ISBN 88-04-52070-1, p. 219
21. ↑  Bianchi, Paola. Savoia, Amedeo di, don //  Dizionario Biografico degli Italiani 91.   2018.
22. ↑  Raviola, Alice. Langosco, Beatrice //  Dizionario Biografico degli Italiani 63.   2004.

|  | Тази страница частично или изцяло представлява превод на страницата Emanuele Filiberto di Savoia в Уикипедия на италиански. Оригиналният текст, както и този превод, са защитени от Лиценза „Криейтив Комънс – Признание – Споделяне на споделеното“, а за съдържание, създадено преди юни 2009 година – от Лиценза за свободна документация на ГНУ. Прегледайте историята на редакциите на оригиналната страница, както и на преводната страница, за да видите списъка на съавторите. ВАЖНО: Този шаблон се отнася единствено до авторските права върху съдържанието на статията. Добавянето му не отменя изискването да се посочват конкретни източници на твърденията, които да бъдат благонадеждни. |